# Carbamato
Carbamatos ou uretanos são um grupo de compostos orgânicos que compartilham de um mesmo grupo funcional cuja estrutura é -NH(CO)O-. Os carbamatos são ésteres do ácido carbâmico, NH2COOH, um composto instável. Pelo fato de o ácido carbâmico conter um nitrogênio ligado a um grupo carboxila ele é também uma amida. Por essa razão, os ésteres de carbamato podem ter os grupos alquila ou arila substituídos no nitrogênio ou na função amida. Por exemplo, o etilcarbamato não é substituído, enquanto o metil-N-carbamato possui um grupo metil ligado ao nitrogênio (ver isocianato de metila para a formação de N-metilcarbamatos).

## Carbamatos na bioquímica
Um ácido carbâmico subtraído de um nitrogênio é formado quando uma molécula de dióxido de carbono reage com o amino-terminal de uma cadeia peptídica, grupamento amina ou aminoácido, adicionando a si o grupo COO− e liberando um cátion H+ para formar um íon carbamato.
O grupo "R" fica ligado à outra extremidade da molécula de nitrogêncio do grupo amina. O grupo COO− é uma estrutura de ressonância, portanto as ligações simples possuem característica de uma dupla ligação, e a carga é deslocada para os dois átomos de oxigênio. Essa reação é reversível (com a constante de equilíbrio K << 1 na reação acima), assim como a ligação N-C é altamente instável.

## Ocorrência dos carbamatos na natureza
Na hemoglobina, os grupos de carbamatos são formados quando as moléculas de dióxido de carbono ligam-se com os amino-terminais das cadeias de globina. Isso ajuda a estabilizar a proteína quando esta se torna deoxihemoglobina e aumenta a probabilidade de liberar as moléculas de oxigênio restantes ligadas à proteína.
A ribulose-bisfosfato carboxilase oxigenase (enzima  requerida para fixar uma molécula de dióxido de carbono no início do ciclo de Calvin) também necessita da formação de um carbamato para funcionar. Na posição ativa da enzima, o íon Mg2+ é ligado aos resíduos de glutamato, aspartato e ao carbamato de lisina, que coloca o íon no seu devido lugar. O carbamato é formado quando uma cadeia lateral de lisina descarregada próxima ao íon reage com uma molécula de dióxido de carbono do ar,  que a devolve recarregada, e conseqüentemente podendo ligar-se ao íon Mg2+.

## Compostos comerciais à base de carbamato

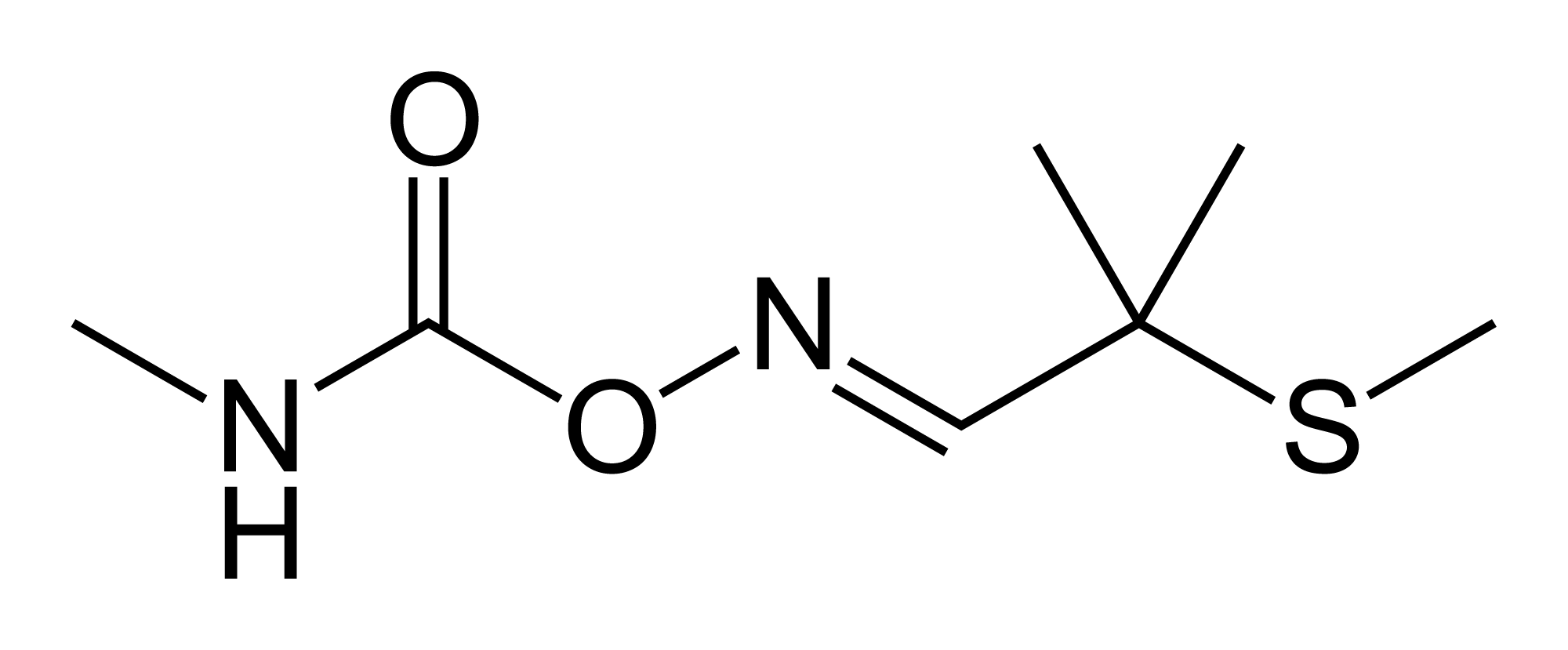
Fórmula do carbamato de uso comercial Aldicarb ou "chumbinho", um dos praguicidas mais tóxicos disponíveis no mercado.

### Pesticidas
O grupo funcional carbamato está presente em muitos compostos pesticidas extremamente tóxicos como o Aldicarb, Carbofuran (Furadan), Fenoxicarbe, Carbaril (Sevin) e BPMC. Esses pesticidas tem seu efeito tóxico pela inativação reversível da enzima acetilcolinesterase, o que gera um aumento significativo na concentração de acetilcolina na fenda sináptica, provocando contrações musculares involuntárias, que podem levar a convulsões ou morte. Os pesticidas organofosforatos também inibem essa enzima, mas de forma irreversível, o que causa a forma mais severa de envenenamento colinérgico.

### Polímeros
Os poliuretanos contêm multiplos grupos de carbamato como parte de sua estrutura, mas o uretano não é um componente destes. Esse polímero possui uma ampla gama de propriedades e são comercialmente disponíveis como espumas, elastômeros e sólidos. O uretano ou etilcarbamato é ocasionalmente usado na medicina veterinária.

### Fármacos
Alguns carbamatos são usados na farmacologia humana, como por exemplo os inibidores de colinesterase neostigmina e rivastigmina, utilizado no tratamento de pacientes com a doença de Alzheimer. Essas estruturas químicas são baseadas no alcalóide natural fisostigmina.